# هیدئاکی واکوی
هیدئاکی واکوی (انگلیسی: Hideaki Wakui؛ زادهٔ ۲۱ ژوئن ۱۹۸۶) بازیکن بیس‌بال اهل ژاپن است.
وی در مسابقات کشوری و بین‌المللی در مجموع برندهٔ ۲ مدال طلا شده‌است.